# Академічне веслування на літніх Олімпійських іграх 2020 — двійки (чоловіки)
Змагання з академічного веслування в двійках серед чоловіків на літніх Олімпійських іграх 2020 року відбувалися з 24 по 29 липня 2021 року на Веслувальному каналі Сі Форест. Змагалися 26 веслувальників з 13 країн.

## Передумови
Це буде 25-та поява цієї дисципліни на Олімпійських іграх. Вона була у програмі ОІ 1896, але змагання скасували через погані погодні умови. Також її не було на Олімпіадах 1908 і 1912 років.

## Кваліфікація
Починаючи з 1912 року кожен Національний олімпійський комітет (NOC) може виставити в цій дисципліні не більш як одного човна (двох веслувальників). 13 квот розподілено таким способом:
- 11 через Чемпіонат світу 2019 року
- 2 через Фінальну кваліфікаційну регату

## Формат змагань
У цій дисципліні академічного веслування човном рухають два веслувальники, використовуючи по одному веслу. Довжина дистанції становить 2000 метрів — олімпійський стандарт починаючи з 1912 року.
У першому раунді проводять три попередні запливи. Перші три човни в кожному запливі виходять до чвертьфіналу, а всі інші потрапляють до додаткового раунду.
Додатковий раунд дає веслувальникам ще один шанс потрапити до півфіналу. Човни, що посіли перші три місця, виходять до півфіналів, а решта — вибувають з подальшої боротьби.
Два півфінали по шість човнів у кожному. Перші три човни в кожному півфіналі виходять до фіналу A. Решта - потрапляють до фіналу B.
Третій і завершальний раунд — фінали. Кожен фінал визначає місце, що посіли веслувальники. У фіналі A розігрують медалі, а також місця з 4-го по 6-те. У фіналі B розігрують місця з 7-го по 12-те тощо.

## Розклад
Змагання в цій дисципліні відбуваються впродовж шести окремих днів. Вказано час початку сесії. Під час однієї сесії можуть відбуватися змагання в кількох різних дисциплінах.
Вказано японський стандартний час (UTC + 9)
| Дата                       | Час        | Раунд             |
| -------------------------- | ---------- | ----------------- |
| Субота, 24 липня 2021 року | 9:50       | Попередні запливи |
| Неділя, 25 липня 2021 року | 9:40       | Додатковий заплив |
| Вівторок, 27 липня 2021 р  | 10:30      | Півфінали A/B     |
| Четвер, 29 липня 2021 року | 9:18 10:30 | Фінал B Фінал A   |

## Результати

### Запливи
Перші три човни з кожного запливу кваліфікувалися до чвертьфіналів, а решта - потрапили до додаткового запливу.

#### Заплив 1
| Місце | Доріжка | Веслувальники                               | Країна           | Час     | Примітки |
| ----- | ------- | ------------------------------------------- | ---------------- | ------- | -------- |
| 1     | 4       | Маріус Васіле Козмюк Чипріан Тудосе         | Румунія (ROU)    | 6:33.86 | Q        |
| 2     | 3       | Нікі ван Спранґ Гійом Кромменгук            | Нідерланди (NED) | 6:36.42 | Q        |
| 3     | 2       | Мартін Мачкович Мілош Васіч                 | Сербія (SRB)     | 6:43.18 | Q        |
| 4     | 5       | Хайме Каналехо Пасос Хав'єр Гарсія Ордоньєс | Іспанія (ESP)    | 6:53.33 | Д        |
| 5     | 1       | Люк Даффарн Джейк Грін                      | ПАР (RSA)        | 7:04.03 | Д        |

#### Заплив 2
| Місце | Доріжка | Веслувальники                       | Країна              | Час     | Примітки |
| ----- | ------- | ----------------------------------- | ------------------- | ------- | -------- |
| 1     | 3       | Сем Гарді Джошуа Гікс               | Австралія (AUS)     | 6:42.74 | Q        |
| 2     | 2       | Джованні Абаньяле Марко Ді Костанцо | Італія (ITA)        | 6:48.74 | Q        |
| 3     | 1       | Брук Робертсон Стівен Джонс         | Нова Зеландія (NZL) | 6:56.53 | Q        |
| 4     | 4       | Тібо Турлан Гійом Турлан            | Франція (FRA)       | 7:09.79 | Д        |

#### Заплив 3
| Місце | Доріжка | Веслувальники                   | Країна         | Час     | Примітки |
| ----- | ------- | ------------------------------- | -------------- | ------- | -------- |
| 1     | 3       | Мартін Сінкович Валент Сінкович | Хорватія (CRO) | 6:32.41 | Q        |
| 2     | 4       | Фредерік Виставел Йоахім Суттон | Данія (DEN)    | 6:36.93 | Q        |
| 3     | 2       | Кай Лангерфелд Конлін Маккейб   | Канада (CAN)   | 6:40.99 | Q        |
| 4     | 1       | Дмитро Фурман Сергій Володько   | Білорусь (BLR) | 7:05.65 | Д        |

### Додатковий заплив
Перші три човни з запливу виходять до півфіналу; четвертий - вибуває.
| Місце | Доріжка | Веслувальник                                | Країна         | Час     | Примітки |
| ----- | ------- | ------------------------------------------- | -------------- | ------- | -------- |
| 1     | 2       | Хайме Каналехо Пасос Хав'єр Гарсія Ордоньєс | Іспанія (ESP)  | 6:47.06 | Q        |
| 2     | 3       | Тібо Турлан Гійом Турлан                    | Франція (FRA)  | 6:49.19 | Q        |
| 3     | 1       | Дмитро Фурман Сергій Володько               | Білорусь (BLR) | 6:52.82 | Q        |
| 4     | 4       | Люк Даффарн Джейк Грін                      | ПАР (RSA)      | 6:57.01 |          |

### Фінали

#### Фінал B
| Місце | Доріжка | Веслувальники                        | Країна              | Час     | Примітки |
| ----- | ------- | ------------------------------------ | ------------------- | ------- | -------- |
| 7     | 4       | Нікі ван Спранґ Гійом Кромменгук     | Нідерланди (NED)    | 6:22.75 |          |
| 8     | 5       | Дмитро Фурман Сергій Володько        | Білорусь (BLR)      | 6:25.88 |          |
| 9     | 6       | Тібо Турлан Гійом Турлан             | Франція (FRA)       | 6:28.01 |          |
| 10    | 3       | Сем Гарді Джошуа Гікс                | Австралія (AUS)     | 6:30.20 |          |
| 11    | 2       | Джованні Абаньяле Vincenzo Abbagnale | Італія (ITA)        | 6:31.43 |          |
| 12    | 1       | Брук Робертсон Стівен Джонс          | Нова Зеландія (NZL) | 6:38.30 |          |

#### Фінал A
| Місце | Доріжка | Веслувальники                               | Країна         | Час     | Примітки |
| ----- | ------- | ------------------------------------------- | -------------- | ------- | -------- |
| 1     | 3       | Мартін Сінкович Валент Сінкович             | Хорватія (CRO) | 6:15.29 |          |
| 2     | 4       | Маріус Васіле Козмюк Чипріан Тудосе         | Румунія (ROU)  | 6:16.58 |          |
| 3     | 5       | Фредерік Виставел Йоахім Суттон             | Данія (DEN)    | 6:19.88 |          |
| 4     | 1       | Кай Лангерфелд Конлін Маккейб               | Канада (CAN)   | 6:20.43 |          |
| 5     | 2       | Мартін Мачкович Мілош Васіч                 | Сербія (SRB)   | 6:22.34 |          |
| 6     | 6       | Хайме Каналехо Пасос Хав'єр Гарсія Ордоньєс | Іспанія (ESP)  | 6:25.25 |          |